# Nowopokrowka (rejon kirowski)
Nowopokrowka (ukr. i ros. Новопокровка) – wieś na Ukrainie, w Autonomicznej Republice Krymu (de iure stanowiącej integralną część państwa ukraińskiego, w 2014 anektowanej przez Rosję i odtąd funkcjonującej jako Republika Krymu), w rejonie kirowskim. W 2001 liczyła 1550 mieszkańców. Według spisu ludności przeprowadzonego przez okupacyjne władze rosyjskie populacja wsi w 2014 wynosiła 1350 osób.